# 마마 발데
마마 삼바 발데(포르투갈어: Mama Samba Baldé, 1995년 11월 6일 ~ )는 기니비사우의 축구 선수이다. 그의 포지션은 윙어 또는 오른쪽 풀백으로, 현재 프랑스 리그 1의 리옹에서 활약하고 있다.

## 클럽 경력

### 스포르팅 CP
비사우에서 태어난 발데는 10살이 되기 전에 포르투갈로 이주했다. 2013년, 그는 신트렌스에서 자유계약으로 스포르팅 CP 유소년 클럽과 계약을 맺고 이적하였다.
2014년 5월 11일, 발데는 1-0으로 이긴 브라가 B와의 세군다리가 원정 경기에서 75분에 교체 투입 되어 리저브 팀 소속으로 프로 데뷔전을 치렀다. 2015년 1월, 그는 3부 리그의 벤피카 카스텔루 브랑쿠로 6월까지 임대되었다.
2015-16 시즌 스포르팅 CP B로 복귀한 발데는 2015년 9월 30일, 올랴넨스와의 홈 경기에서 첫 리그 골을 기록했지만, 팀은 3-1로 패했다. 그는 시즌 동안 총 38경기에 출전했고 팀은 2부 리그 10위를 기록했다.
2017년 여름, 발데는 프리메이라리가의 아베스로 임대되었다. 9월 11일, 2-1로 이긴 벨레넨스스와의 홈 경기에서 오른쪽 풀백으로 선발 출전하며 데뷔전을 치렀다.
2019년 2월, 발데는 9골로 아베스의 포르투갈 1부 리그 최다 득점자가 되었다.

### 디종
2019년 6월 27일, 발데는 디종과 3년 계약을 맺고 이적하였다. 그는 8월 10일, 2-1로 패한 생테티엔과의 홈 경기에서 리그 1 데뷔전을 치렀다.
발데는 2020-21 시즌에 7골을 넣었지만, 그의 팀은 최하위로 강등되었다.

### 트루아
2021년 7월 31일, 발데는 승격팀인 트루아와 4년 계약을 맺고 이적하였다.

## 국가대표팀 경력
2019년 6월 8일, 발데는 페나피엘에서 열린 2-0로 패한 앙골라와의 친선 경기에서 토니 실바와 교체 투입되어 기니비사우 대표팀 일원으로 처음 출장하였다. 그는 2019년 아프리카 네이션스컵에 참가할 선수 명단에 이름을 올렸다.

## 수상 내역
아베스
- 타사 드 포르투갈: 2017–18[14]